# 鈴木太郎 (コーヒー研究家)
鈴木 太郎（すずき たろう、1969年12月19日 - ）は、茨城県勝田市（現・ひたちなか市）出身の実業家・コーヒー研究家。サザコーヒー代表取締役社長。修士（農学）。日本スペシャルティコーヒー協会理事。コロンビア・カウカ県ティンビオ市に25ヘクタールのコーヒー農園を所有し、8万本のコーヒー樹木を栽培している傍コーヒーの育種選抜をおこなっている。現在、筑波大学の農産食品加工研究室に在籍しておりコーヒーの焙煎と保存の研究をしている。

## 経歴
おいたち
1969年（昭和44年）12月19日、茨城県勝田市（現・ひたちなか市）に生まれた。祖父は勝田宝塚劇場の経営者だった鈴木富治。父はサザコーヒー創業者の鈴木誉志男。
長学歴
県立高校を中退し、プロテスタント系の高校（茨城キリスト教学園高等学校）に入り直して留年もしたために高校卒業時には20歳だった。大学浪人生活を経て、23歳の時に商社系の食品問屋に勤務。25歳で大学受験し東京農業大学に入学した。農学部農学科で専攻は果樹園芸（くだもの生産）だった。
コーヒーとの出会い
30歳で大学卒業。と同時に家業のサザコーヒーに入社し父の鈴木誉志男に開設されたサザコーヒー農園があるコロンビアに渡り、南米コロンビアで最大のコーヒー輸出業者FNCコロンビアコーヒー生産者連合会の品質管理部門でインターンをした。日本帰国後には徳川慶喜の曾孫である徳川慶朝とともに、大政奉還前に徳川15代 征夷大将軍（徳川慶喜）が飲んだコーヒーを再現した「将軍珈琲」を生み出し日本橋三越本店でのプロモーション活動はサザコーヒーが東京都に進出するきっかけとなった。
東京進出
サザコーヒーの東京進出は、2005年（平成17年）にJR品川駅のエキナカでそこから鉄道駅型の店舗が増えている。
ゲイシャコーヒーとの出会い
2006年（平成18年）には高級品種であるパナマ産ゲイシャを初めて口にし「甘い完熟レモンや白桃ピーチの甘みに、ジャスミンやベルガモットの甘い香り。忘れられない甘い初恋の味」で「ゲイシャに恋をした」というほど好印象を抱いたことから、以後はパナマのコーヒー品評会に審査員として参加と、２００９年から世界一のパナマゲイシャコーヒーの連続落札を通してパナマゲイシャの買い付けと、ゲイシャコーヒーの美味しさの宣伝に取り組んでいる。
コロンビアの農園
また、2008年からコロンビアでサザコーヒー農園の管理をするようになり本格的にゲイシャ品種の栽培に取り組んでいる。2011年にコロンビアに個人で土地を買いトレスエドガリート農園を開園。2020年（令和2年）に50歳で 筑波大学大学院に入学し、農産食品加工研究室で焙煎コーヒー豆の品質について研究している。

## テレビ出演
- 日経スペシャル カンブリア宮殿 地方発　奇跡のコーヒー店 理想のコーヒーを追求する親子の感動物語（2019年1月17日、テレビ東京）[3]